# Moldenhawera emarginata
Moldenhawera emarginata là một loài thực vật có hoa trong họ Đậu. Loài này được (Spreng.) L.P. Queiroz & Allkin miêu tả khoa học đầu tiên năm 1997.